# Merenschwand
Merenschwand (schweizertyska: Merischwand) är en kommun i distriktet Muri i kantonen Aargau, Schweiz. Kommunen har 3 794 invånare (2023). Den 1 januari 2012 inkorporerades kommunen Benzenschwil in i Merenschwand.